# Balaban (Blasinstrument)

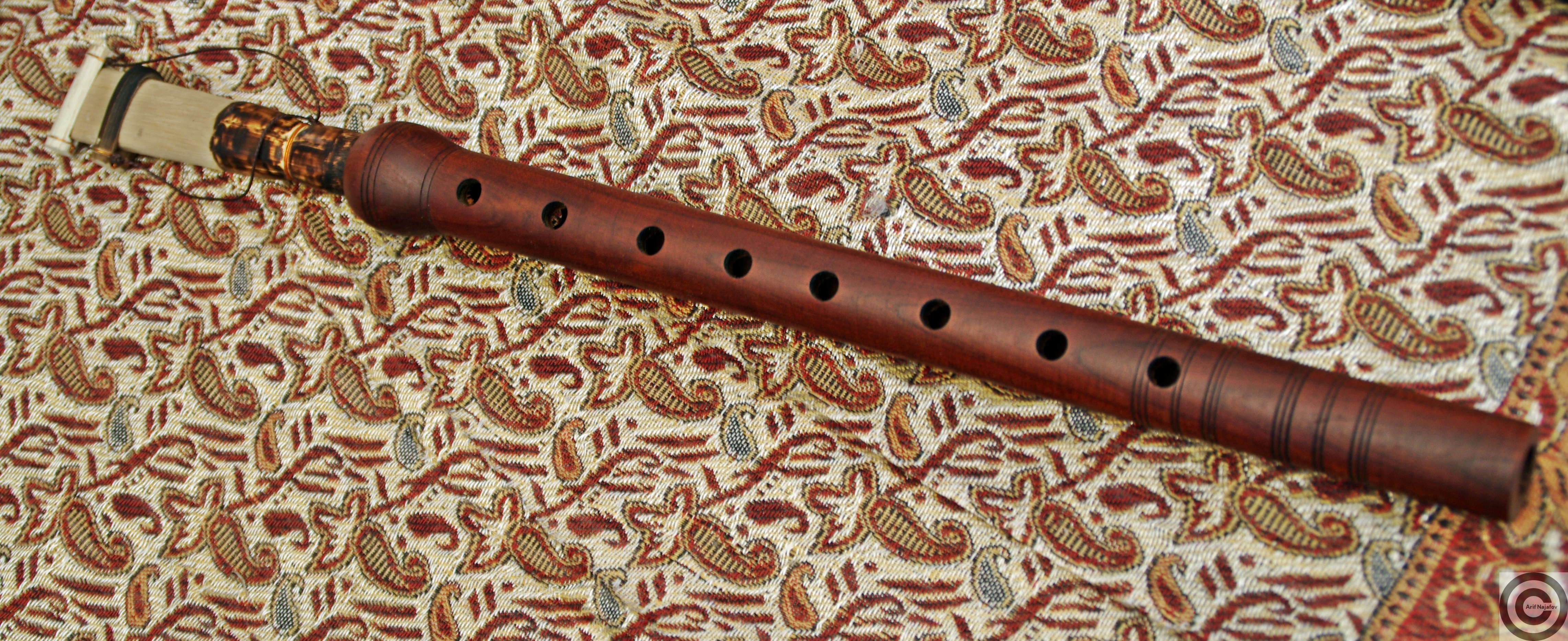
Aserbaidschanische balaban

Balaban, bālābān, ist ein zylindrisches Holzblasinstrument mit einem großen Doppelrohrblatt, das in der aserbaidschanischen Musik und der iranischen Musik im Norden Irans und im Nordosten des Irak gespielt wird. Eine formähnliche und namensgleiche Kurzoboe ist die yasti balaban in Dagestan. Ebenso verwandt sind die armenische duduk, die georgische duduki, die kurdische dûdûk und die türkische mey.
Die usbekische und tadschikische balaban ist ein Einfachrohrblattinstrument (Klarinette) ähnlich der turkmenischen dilli tüýdük.

## Bauform
Die aserbaidschanische balaban ist aus Pfirsich-, Maulbeer- oder Birnbaumholz gefertigt. Sie ist etwa 28 bis 37 Zentimeter lang und hat einen Außendurchmesser von 2 bis 2,2 Zentimetern. Hinzu kommt ein 9 bis 11 Zentimeter langes Doppelrohrblatt, das in einer kugelförmigen Fassung (kup) steckt. In ihrer Mitte werden die Rohrblätter von einer hölzernen Spange in Form gehalten. Bei Nichtgebrauch werden die Rohrblätter durch eine Kappe geschützt, die beim Spielen an einer Schnur am oberen Ende herunterhängt. Die Spielröhre hat sieben oder acht Fingerlöcher (ses perdesi) oben und eun Daumenloch unten. Der Tonumfang beträgt elf Töne (Undezime). Durch partielles Abdecken der Fingerlöcher kann eine chromatische Tonfolge produziert werden. Unterschiedliche Größen werden nach ihrer Tonhöhe in Alt-, Tenor- und Bass-Instrumente eingeteilt, namentlich unter anderem in cürə balaban (kurz, vgl. cura), bəm balaban (Bass) und zil balaban (Tenor, vgl. zil).
Die balaban im nördlichen Iran (auch narme ney) besteht aus Maulbeer- oder Walnussholz, ist 35 Zentimeter lang und besitzt sieben Fingerlöcher und ein Daumenloch. Ein entsprechendes, balaban oder qarnata genanntes Blasinstrument, das im nordöstlichen Irak von Kurden und Turkmenen gespielt wird, besteht aus Pflaumenholz und einem breiten, etwa zehn Zentimeter langen Doppelrohrblatt.
Die Usbeken und Tadschiken spielen das Einfachrohrblattinstrument balaban mit einer 30 Zentimeter langen, zylindrischen Röhre, sieben Fingerlöchern und einem Daumenloch. Die Karakalpaken nennen dieses Instrument balaman.

## Spielweise

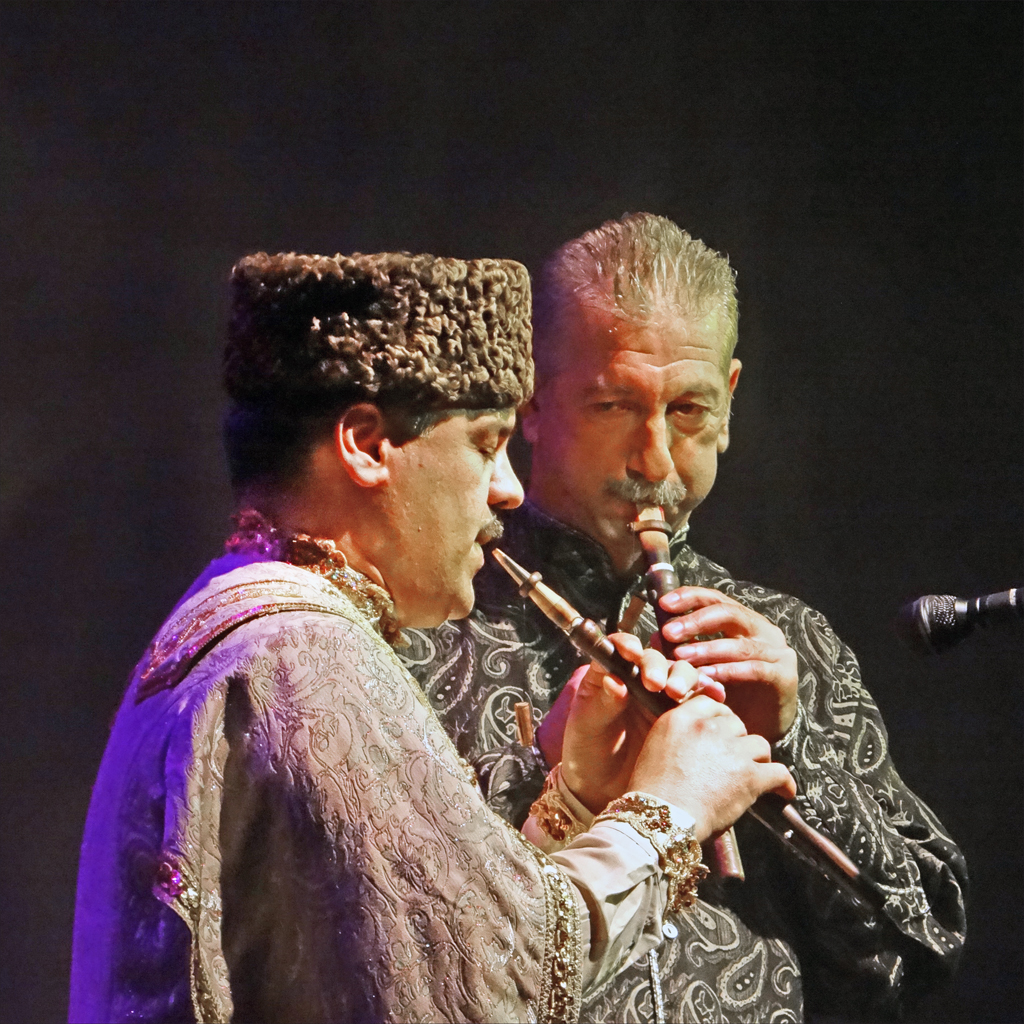
Zwei aserbaidschanische balaban-Spieler bei einem Konzert von Epensängern (aşıq) in Saint-Florent-le-Vieil, 2013. Shirzad Fataliyev (links) spielt die Melodie, Shohrat Aliyev (rechts) Borduntöne.

Die balaban wird vorzugsweise in Ensembles mit einer anderen balaban, die einen Bordunton beisteuert, und mit einer zweifelligen Zylindertrommel nağara (naghara, ähnlich der georgischen doli) oder einer Rahmentrommel daf gespielt. Diese Besetzung gehört zu dem im Orient weit verbreiteten davul-zurna-Ensembletyp, ähnlich spielen auf dem Balkan die Trommel tapan und die Kegeloboe zurla bei festlichen Anlässen zusammen. Die balaban wird zur Begleitung von Liedern, Tänzen und für Instrumentalstücke verwendet, auch als Soloinstrument. Seit der Komponist Üzeyir Hacıbəyov 1931 ein Volksmusikorchester einführte, ist die balaban auch in großen aserbaidschanischen Orchestern von professionellen Musikern und in Amateurgruppen in den Städten und auf dem Land vertreten.
Der Klang der balaban ist weich, samtig und obertonreich. Für eine besonders virtuose Spielweise ist sie jedoch nicht geeignet.
Ferner kann die balaban zur Begleitung eines aşıq (Epensängers) eingesetzt werden (Variante aşıq balabanı).
Einige aserbaidschanische balaban-Spieler sind Əli Kərimovun (Ali Kerimov, 1874–1962), Bahruz Zeynalov (1926–2000), Museyib Abbasov, Shahmurad Tahirov, Hasrat Huseynov, Izzatali Zulfugarov, Hasan Maharramov, Alihan Samedov und Alijavad Javadov.
Andere Blasinstrumente, die in Aserbaidschan gespielt werden, sind die Kegeloboe zurna, die Schnabelflöte tutek, die Endkantenflöte ney und die Sackpfeife tulum.

## Herkunft
Ein antiker Vorläufer zylindrischer Holzblasinstrumente ist der monaulos. Eine Zylinderoboe vom Typ der balaban wird in der turkvölkischen, mythischen Erzählung Dede Korkut (aserbaidschanisch Kitabi Dədə Qorqud) erwähnt. Im 17. Jahrhundert beschrieb der osmanische Reiseschriftsteller Evliya Çelebi in Istanbul ein Blasinstrument namens belban. Früher besaß die balaban fünf bis sieben Fingerlöcher. Ende des 19. Jahrhunderts wurden zwei weitere Fingerlöcher hinzugefügt und die Spielröhre verlängert, um das Instrument tiefer klingen zu lassen.

## UNESCO-Kulturerbe
2023 wurden Herstellung und Musik der balaban und der mey für Aserbaidschan und die Türkei zusammen in die UNESCO-Liste des immateriellen Kulturerbes der Menschheit aufgenommen.